# Трансформеры: Начало
«Трансформеры: Начало» (англ. Transformers One) — американский компьютерно-анимационный научно-фантастический фильм, являющийся частью новой вселенной от режиссёра Джоша Кули и сценаристов Эндрю Баррера, Гэбриела Феррари и Стюарта Десмонда, основанный на серии игрушек «Трансформеры» от компании Hasbro. Главных персонажей озвучили Крис Хемсворт, Брайан Тайри Генри, Скарлетт Йоханссон, Киган-Майкл Кей, Джон Хэмм и Лоуренс Фишберн. Проект является «историей происхождения» и сосредоточится на взаимоотношениях Оптимуса Прайма и Мегатрона.
После выхода фильма «Трансформеры: Эпоха истребления» (2014) компания Paramount Pictures обратилась к Акиве Голдсману, чтобы тот вместе с режиссёром кинофраншизы Майклом Бэем, исполнительным продюсером Стивеном Спилбергом и продюсером Лоренцо ди Бонавентурой собрал команду сценаристов для создания потенциальных фильмов и спин-оффов серии фильмов «Трансформеры». Одной из идей этой команды стал анимационный приквел, действие которого происходит на планете Кибертрон. Разработка фильма была подтверждена в августе 2017 года, а к апрелю 2020 года Кули получил должность режиссёра и контроль над сценарием Баррера и Феррари. Название и актёрский состав были объявлены в апреле 2023 года, анимацией занималась компания Industrial Light & Magic.
Премьера в США состоялась 20 сентября 2024 года. В странах СНГ премьера состоялась 19 сентября. Фильм получил положительные отзывы от критиков, но провалился в прокате.

## Сюжет
Кибертрон — планета, населенная разумными роботами, которые для своего функционирования потребляют вещество под названием Энергон и оснащены шестернями трансформации, устройствами, которые позволяют им менять форму, становясь различными транспортными средствами. В городе Иакон Орион Пакс, робот-шахтёр без шестерни, пробирается в архив и смотрит документальный фильм о Праймах, первых кибертронцах, созданных непосредственно их создателем, Праймусом. Однако Орион попадается охранникам архива и пускается в бега, но с помощью своего лучшего друга по имени Д-16, Ориону удаётся избавиться от преследования. Позже в энергоновой шахте, где они работают, происходит обвал, в результате чего шахтер Джаз оказывается в ловушке, но Орион и Д-16 спасают его, что приводит к взрыву энергона. Надзиратель шахтёров Дарквинг винит в инциденте их начальницу, Элиту-1, и понижает ее в должности.
Лидер Кибертрона, Сентинел Прайм, возвращается из экспедиции с поверхности планеты, с заявлением об отражении вторжения квинтессонов — жестоких инопланетных захватчиков, в честь чего организует гонку «Иакон 5000». Чтобы доказать, что они способны на большее чем быть просто шахтерами, Орион Пакс и Д-16, который стал невольным участником авантюры своего друга, незаконно проникают на трек, используя реактивные ранцы. И хотя им удалось добраться практически до финиша, они всё равно проигрывают, получая увечья. После гонки и ремонта их лично встречает Сентинел Прайм и сообщает, что данная авантюра непреднамеренно повысила моральный дух шахтёров, а также говорит, что собирается их хорошо наградить, после чего Ориона и Д-16 вновь встречает Дарквинг и перенаправляет их на сжигание мусора за то, что они отодвинули Сентинела на задний план во время гонки. В зоне сжигания мусора их встречает эксцентричный бот по имени Би-127. Среди хлама они внезапно находят чип, содержащий послание Альфа Триона, одного из Праймов, сообщающего о своём бедственном положении. Орион убеждает Д-16 и Би-127 отправиться с ним к его координатам на поверхности, позже также убеждая Элиту присоединиться после того, как она застает их, путешествующими автостопом на грузовом поезде.
В конце концов четверо находят деактивированного Альфа Триона в пещере рядом с безжизненными телами других Праймов. Как только они активируют Триона с помощью энергона, тот раскрывает, что Сентинел является предателем — он предал Праймов и теперь тайно работает на квинтессонов, регулярно поставляя им Энергон в обмен на то, что те позволят ему править Кибертроном. Также Альфа Трион сообщил, что все трансформеры рождаются с шестернями трансформации и это означает то, что Сентинел удалял шестерени шахтеров для того, чтобы держать их в подчинении. Чтобы раскрыть их полный потенциал, Альфа Трион дарует Ориону, Д-16, Би-127 и Элите-1 шестерни Праймов, которые дают им возможность трансформироваться, а так же записывает на чип доказательства измены Сентинела. Затем прибывают Сентинел и его войска, Альфа Трион велит Ориону и его друзьям уходить, а сам остаётся сдерживать их, но в конце концов он попадает в плен и Сентинел убивает его.
Уйдя от преследования, команда берёт путь на Иакон, чтобы разоблачить Сентинела, но в пути попадают в плен к Верховной Страже — некогда служивших Праймам бойцам, а теперь восставших против Сентинела. Их лидер Старскрим желает уничтожить четвёрку, заподозрив их в шпионаже в пользу Сентинела, однако Д-16 бросает Старскриму вызов и, победив его, берёт главенство над Верховной Стажей. Орион обеспокоен растущей агрессией своего друга после того, как тот узнал правду, но вскоре силы Сентинела находят их, и в последовавшей битве Д-16, Би-127, Старскрим и половина Высшей Стражи попадают в плен, в то время как чип, содержащий все доказательства измены Сентинела, уничтожается.
В плену Д-16 сопротивляется Сентинелу, за что тот клеймит его символом Мегатронуса Прайма и раскрывает, что он забрал шестерню трансформации сильнейшего Прайма как трофей. Орион, подбадриваемый Элитой, собирает оставшихся членов Верховной Стражи и возвращается в Иакон, чтобы спасти своих товарищей. Орион отправляется к шахтёрам и убеждает их восстать против Сентинела, в то время как Элита разоблачает Сентинела, транслируя записи памяти его ближайшего лейтенанта, Эйрахнид, по всему городу. Однако после победы над Сентинелом Орион и Д-16 спорят о том, казнить ли его, в результате чего Д-16 случайно стреляет в Ориона, нанося тому серьёзное ранение. Хотя поначалу он ужаснулся от случившегося, Д-16 в конечном итоге позволяет Ориону упасть вниз и разбиться насмерть. В ярости Д-16 убивает оставшихся дронов Сентинела, а затем и его самого. Вырвав шестерню Мегатронуса из груди бывшего Прайма Д-16 провозглашает себя новым лидером трансформеров, а после замены своей шестерни на шестерню Мегатронуса он нарекает себя новым именем, Мегатроном, после чего отдаёт приказ Верховной Страже уничтожить Иакон.
Духи Праймов и Праймуса признают в Орионе Паксе достойного и, даруя ему Матрицу Лидерства, возрождают его как Оптимуса Прайма. Оптимус побеждает Мегатрона, после чего изгоняет последнего из Иакона вместе с Верховной Стражей. Используя силу Матрицы, Оптимус возвращает в Иакон реки энергона и шестерни трансформации своим законным хозяевам. Окрестив своих последователей автоботами Оптимус посылает сообщение квинтессонам, чтобы те держались подальше от Кибертрона.
В первой сцене после титров Би-127 возвращается на своё бывшее рабочее место, где хвалится своим неодушевлённым друзьям о том, что он теперь служит Прайму и что теперь он вооружён и может трансформироваться. Во второй сцене Мегатрон клеймит своих последователей и, переименовав Верховную Стражу в десептиконов, объявляет войну Оптимусу.

## Роли озвучивали
| Актёр                     | Роль                       |
| ------------------------- | -------------------------- |
| Крис Хемсворт             | Орион Пакс / Оптимус Прайм |
| Брайан Тайри Генри        | D-16 / Мегатрон            |
| Скарлетт Йоханссон        | Элита                      |
| Киган-Майкл Кей           | B-127 / Бамблби            |
| Джон Хэмм                 | Сентинел Прайм             |
| Лоуренс Фишберн           | Альфа Трион                |
| Стив Бушеми               | Старскрим                  |
| Джон Бэйли                | Саундвейв                  |
| Джейсон Конописос         | Шоквейв                    |
| Ванесса Лигуори           | Эйрахнид                   |
| Айзек С. Синглтон-младший | Дарквинг                   |
| Джеймс Ремар              | Зета Прайм                 |
| Эван Майкл Ли             | Джаз                       |
| Джинни Чунг               | Арси / Хромия              |
| Джош Кули                 | Скайворп                   |
| Стивен Блум               | комментатор на гонках      |

## Производство

### Разработка
В марте 2015 года, после выхода фильма «Трансформеры: Эпоха истребления» (2014), компания Paramount Pictures поручила Акиве Голдсману, будущему соавтору сюжета фильма «Трансформеры: Последний рыцарь» (2017), собрать совместно с режиссёром кинофраншизы Майклом Бэем, исполнительным продюсером Стивеном Спилбергом и продюсером Лоренцо ди Бонавентурой «комнату сценаристов» с целью создания «Кинематографической вселенной Трансформеров». В команду сценаристов вошло множество людей, готовых работать с будущими проектами серии. По словам Голдсмана, команда будет вдохновляться различными произведениями вселенной «Трансформеров», созданными Hasbro; обнаружив что-либо интересное с их точки зрения, они создадут набросок, который в дальнейшем будет развивать вся команда. В конце мая к коллективу присоединились Эндрю Баррер и Гэбриел Феррари. Издание Deadline Hollywood сообщило, что одна из разработанных коллективом историй имеет рабочее название «Трансформеры Один», она станет анимационным приквелом, рассказывающим о начавшемся на Кибертроне конфликте между автоботами и десептиконами.
В июле 2017 года было объявлено, что ирландская анимационная студия Boulder Media, дочерняя компания Hasbro, открыла подразделение по созданию фильмов для широкого проката. Hasbro также подтвердила факт разработки анимационного фильма о трансформерах. После премьеры фильма «Бамблби» ди Бонавентура обсудил анимационный фильм, сообщив о том, что он «находится в работе» и что проект «поведает обо всей кибертронской мифологии», заверив, что фанатам франшизы фильм понравится; режиссёр «Бамблби» Трэвис Найт также выразил свою заинтересованность фильмом.
В апреле 2020 года, когда началась пандемия COVID-19, было объявлено, что Джош Кули станет режиссёром и будет контролировать написание Баррером и Феррари сценария, а Hasbro, Paramount Animation и Entertainment One будут продюсировать фильм. В феврале 2022 года Paramount заявила, что фильм будет трёхмерным. В декабре 2022 года было объявлено название мультфильма: «Трансформеры: Новое поколение»; тем не менее, в апреле 2023 года ди Бонавентура сообщил, что это не финальный вариант заголовка. Позднее в том же месяце на CinemaCon было подтверждено официальное название («Трансформеры: Начало»). Ди Бонавентура заявил, что в сюжете будет показано происхождение трансформеров и будет рассказано о том, как Оптимус и Мегатрон стали врагами. В июне стало известно, что Стив Десмонд выступил сценаристом.

### Кастинг
На CinemaCon в апреле 2023 года был объявлен состав актёров озвучки, в число которых вошли Крис Хемсворт и Брайан Тайри Генри, озвучившие молодые версии Оптимуса Прайма и Мегатрона, а также Скарлетт Йоханссон, Киган-Майкл Кей, Джон Хэмм и Лоуренс Фишберн. Во время продвижения фильма «Тайлер Рейк: Операция по спасению 2» Хемсворт сказал, что присоединился к проекту потому, что был впечатлён сценарием. Хемсворт подтвердил, что поскольку «Трансформеры: Начало» является первым полнометражным мультфильмом в карьере актёра, он не будет озвучивать молодого Оптимуса Прайма (на тот момент известного как Орион Пакс) своим обычным голосом. Тайри Генри, ставший первым афроамериканцем, озвучившим Мегатрона, будет озвучивать его версию по имени D-16.

### Анимация
Компания Industrial Light & Magic, занимавшаяся визуальными эффектами для предыдущих игровых фильмов о трансформерах, вернулась для создания анимации мультфильма. В июне 2023 года Йоханссон упомянула, что работа над анимацией уже началась.

## Премьера

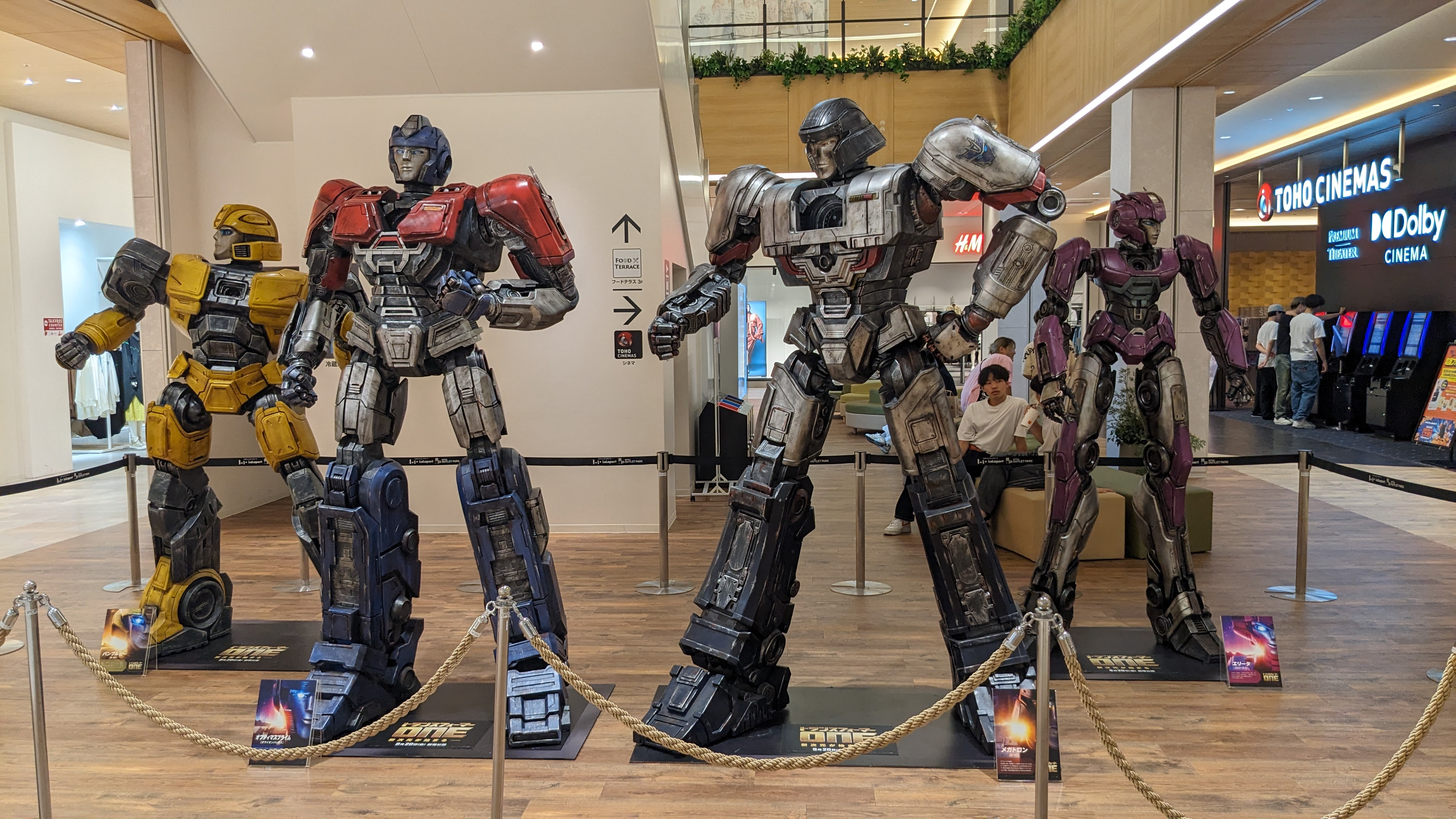
Выставочные фигуры Оптимуса Прайма, Мегатрона, Бамблби и Элиты

Paramount Pictures выпустила фильм в кинопрокат в США 20 сентября 2024 года. Ранее выход был запланирован на 19 июля 2024 года. 19 сентября того же года состоялась премьера в странах СНГ.
Кассовые сборы
По состоянию на 13 октября 2024 года «Трансформеры: Начало» собрали 52,9 млн долларов в США и Канаде и 58,5 млн долларов на других территориях, а общая сумма сборов по всему миру составила 111,4 млн долларов по всему миру.
Отзывы критиков
На сайте-агрегаторе рецензий Rotten Tomatoes — 89 % из 144 рецензий критиков положительные, со средней оценкой 7,3/10. Консенсус сайта гласит: «Драматически удовлетворяющий с долей хорошего юмора, „Трансформеры: Начало“ предполагает, что анимация может быть оптимальным средством для этой часто адаптируемой франшизы». Metacritic, использующий средневзвешенный показатель, присвоил фильму оценку 63 из 100 на основе 27 отзывов критиков, что указывает на «в целом благоприятные» отзывы. Зрители, опрошенные CinemaScore, дали фильму среднюю оценку «A» по шкале от A+ до F, в то время как опрошенные PostTrak дали фильму среднюю оценку пять из пяти звезд, при этом 75 % заявили, что определенно порекомендовали бы его.

## Будущее
В апреле 2023 года Ди Бонавентура заявил о том, что обсуждается возможность сделать фильм началом трилогии. К июню он подтвердил, что был распланирован сюжет на три и более фильмов, в которых будет показано развитие персонажей до их образов из игровых фильмов. Продюсер объяснил, что образ Криса Хемсворта вырастет до лидера, показанного в предыдущих проектах, и что переход от голоса Хемсворта к голосу Питера Каллена будет иметь сюжетный смысл.